# Barrage de Houziyan
Le barrage de Houziyan est un barrage en construction en Chine. Il est associé à une centrale hydroélectrique de 1 700 MW.